# میلتون (شهرک)، نیویورک
میلتون (به انگلیسی: Milton) یک منطقهٔ مسکونی در ایالات متحده آمریکا است که در شهرستان ساراتوگا، نیویورک واقع شده‌است. میلتون ۹۲٫۶۰ کیلومتر مربع مساحت و ۱۸٬۵۷۵ نفر جمعیت دارد.